# Badinerie
La badinerie (o badinage) è un movimento di danza in tempo pari di carattere gioioso e leggero. Essa si incontra raramente prima del XVIII secolo allorché venne utilizzata da compositori tedeschi e francesi all'interno delle suites. 
Un esempio famosissimo di badinerie è il settimo ed ultimo movimento della Suite Orchestrale no. 2 in si minore, BWV 1067, per flauto ed archi di Johann Sebastian Bach. Georg Philipp Telemann incluse una badinerie nella suite della terza parte del Tafelmusik ("musica da tavola"), TWV 55:B1.
La badinerie fu usata raramente nell'Ottocento e nel Novecento: tra i pochi casi, Sergej Sergeevič Prokof'ev ne incluse una nei suoi Quattro pezzi per pianoforte, op. 3.